# Temognatha haematica
Temognatha haematica es una especie de escarabajo del género Temognatha, familia Buprestidae. Fue descrita científicamente por Hope en 1846.